# アソビ・セクス
アソビ・セクス (Asobi Seksu) は、アメリカ合衆国ニューヨーク出身のシューゲイザーバンド。2001年結成。バンド名は日本語の遊びセックスのもじり。

## 略歴
Yuki Chikudate （ボーカル、キーボード）とJames Hanna （ギター）からなるユニット。本拠地はニューヨークのブロンクス。2人はマンハッタン音楽院でクラシックを専攻していた際に出会う。Yukiは日本生まれの生粋の日本人で日本語も堪能だが、4歳のときに家族とアメリカに移住。ロサンゼルス→ニューヨークで育ったマルチ・カルチュラルなキャラクターである。
「Sportfuck」というバンド名で2001年にEPをリリースするが後に「アソビ・セクス」に改名。2002年にセルフタイトル『アソビ・セクス』でデビュー。2006年発表の2nd『シトラス』は、米音楽批評サイトPitchfork Mediaで10点中8.3点という高評価を獲得。他『ニューヨーク・タイムズ』、『SPIN』誌でも絶賛を受ける。英ロック誌『NME』など辛口で知られるレヴュアーでも、10点中8点を獲得。UKインディー・アルバム・チャート21位まで上昇。Myspaceや、YouTubeでもトップページでフィーチャーされる。英語に、時折日本語をミックスした独特な詞／サウンドで、こうした欧米の主要ロック・メディアで高い評価を受けるのは異例である。
2007年にはビョークを発掘したことで知られる英レーベルOne Little Indian Recordsと契約。2009年にサードアルバム『ハッシュ』をリリース。よりドリーム・ポップに傾倒したサウンドでメディアから高い評価を獲得した。2011年に4枚目のアルバム『フローレサンス』を発表。
2013年9月に自身のFacebookにて無期限の活動休止を発表するが、翌年2014年10月にボストンで行われたスロウダイヴの再結成ライブに、バンドからのリクエストで参加した。

## ディスコグラフィー
スタジオ・アルバム
- アソビ・セクス - Asobi Seksu (2004年)
- シトラス - Citrus (2006年)
- ハッシュ - Hush (2009年）
- フローレサンス - Fluorescence (2011年)

ライヴ・アルバム
- Live at the Echo 10/6/06 (2006年)
- Live from SoHo (2007年)
- Acoustic at Olympic Studios (2009年) ※後にRewolfとしてリイシュー

## 来日公演
- 2007年
  - 7月13日 東京 Shibuya O-nest
  - 7月14日 東京 渋谷 CHELSEA HOTEL
- 2012年
  - 5月15日 東京 Shibuya O-nest
  - 5月16日 大阪 Umeda Shangri-La
  - 5月17日 名古屋 APOLLO THEATER
  - 5月18日 東京 Shibuya O-West